# آریل استاچل
آریل استاچل (انگلیسی: Ari'el Stachel؛ زادهٔ ۲۹ ژوئیهٔ ۱۹۹۱) بازیگر اهل کشور ایالات متحده آمریکا است. وی از سال ۲۰۱۴ میلادی تاکنون مشغول فعالیت بوده‌است.
از فیلم‌ها یا برنامه‌های تلویزیونی که وی در آن نقش داشته‌است می‌توان به نگران نباش عزیزم اشاره کرد.